# ایلکا گرونینگ
ایلکا گرونینگ (آلمانی: Ilka Grüning؛ ۴ سپتامبر ۱۸۷۶ – ۱۱ نوامبر ۱۹۶۴) هنرپیشه اهل اتریش بود.
از فیلم‌هایی که وی در آن نقش داشته است، می‌توان به کازابلانکا، دارایی‌های دوک بزرگ، شبح، خیابان اندوه، ردیف پادشاهان، گنج، زیرزمین و تبعید اشاره کرد.